# 1598 en arts plastiques
| Années des arts plastiques : 1595 - 1596 - 1597 - 1598 - 1599 - 1600 - 1601    |
| Décennies des arts plastiques : 1560 - 1570 - 1580 - 1590 - 1600 - 1610 - 1620 |

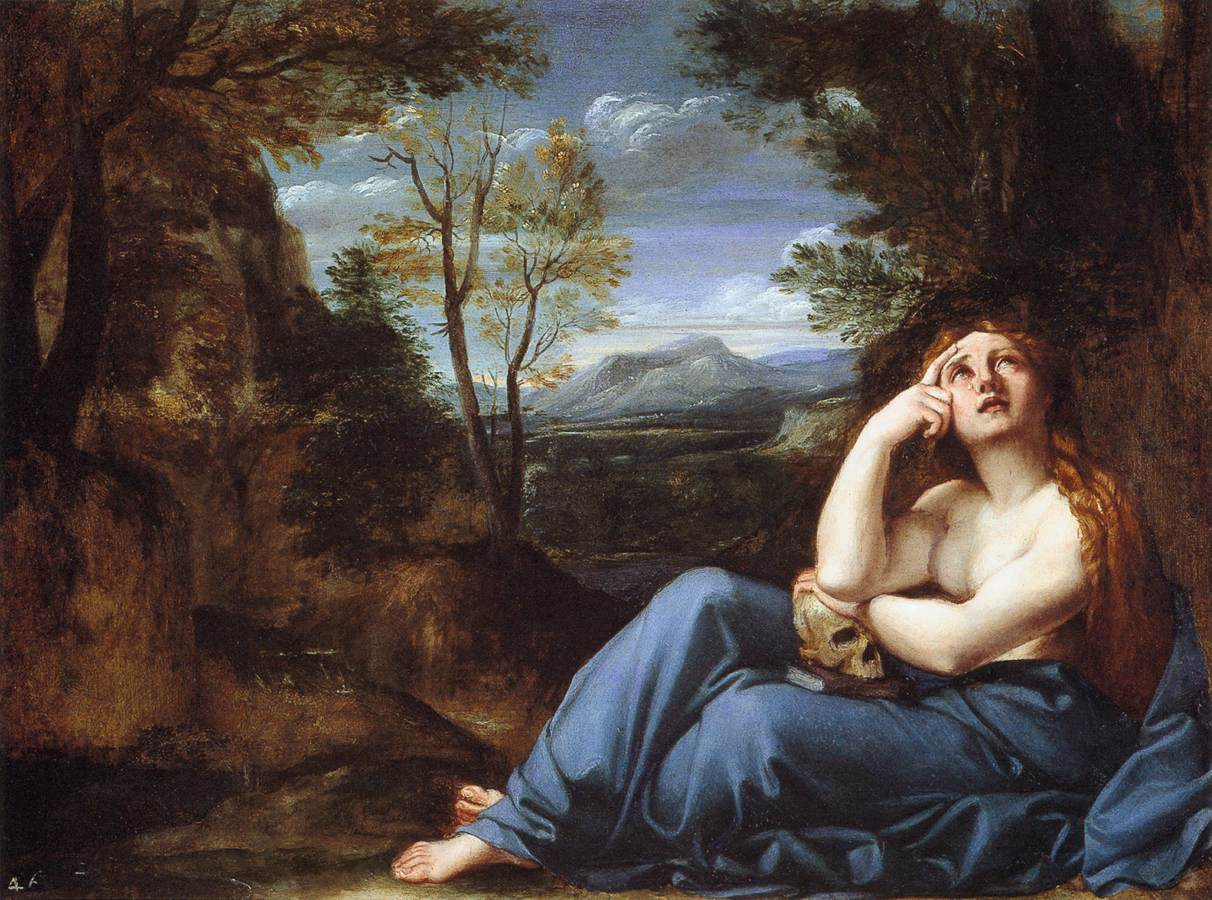
Sainte Madeleine pénitente, d'Annibale Carrache.

Cette page concerne l'année 1598 en arts plastiques.

## Œuvres
- Judith décapitant Holopherne : tableau du Caravage
- Méduse : peinture sur cuir marouflé du Caravage

## Naissances
- 23 mai : Claude Mellan, peintre, graveur et dessinateur français († 9 mars 1688),
- 6 novembre : Francisco de Zurbarán, peintre espagnol († 27 août 1664),
- 13 novembre : Bartholomeus Breenbergh, peintre néerlandais († 5 octobre 1667),
- 7 décembre : Gian Lorenzo Bernini, dit Le Bernin ou Cavaliere Bernini, sculpteur, architecte et peintre italien († 28 novembre 1680),
- Date précise inconnue :
  - Chen Hongshou, peintre de genre chinois  († 1652),
  - Lambert Jacobsz, peintre et prêcheur mennonite néerlandais († 27 juin 1636),
  - Baldassare Longhena, architecte et sculpteur vénitien († 18 février 1682),
  - Frans Walschartz, peintre des Pays-Bas méridionaux († 1679).

## Décès
- 1er février : Scipione Pulzone, peintre italien (° vers 1550),
- 4 août : Ercole Ramazzani, peintre et sculpteur maniériste italien (° vers 1535),
- ? :
  - Jérôme Baullery, peintre français (° vers 1532),
  - Benedetto Caliari, peintre italien (° 1538),
  - Jacopino del Conte, peintre maniériste italien (° 1510),
  - Giovanni Antonio di Amato le Jeune, peintre maniériste italien (° 1535),
  - Martin Kober, peintre portraitiste et miniaturiste allemand (° vers 1550),
  - Gregorio Martínez, peintre espagnol (° 1547).